# Абделрахман Мустафа
Абделрахман Мохамед Фахмі Мустафа (араб. عبد الرحمن محمد فهمي مصطفى, нар. 5 квітня 1997) — катарський футболіст, півзахисник клубу «Аль-Аглі» і національної збірної Катару, у складі якої — володар Кубка Азії 2019 року.

## Клубна кар'єра
У дорослому футболі дебютував 2017 року виступами за команду клубу «Аль-Духаїль», в якій провів один сезон, взявши участь у 13 матчах чемпіонату. 
До складу клубу «Аль-Аглі» перейшов 2018 року.

## Виступи за збірні
2016 року дебютував у складі юнацької збірної Катару, взяв участь у 3 іграх на юнацькому рівні.
Протягом 2016–2018 років залучався до складу молодіжної збірної Катару. На молодіжному рівні зіграв у 4 офіційних матчах.
2018 року дебютував в офіційних матчах у складі національної збірної Катару, а наступного року став учасником кубка Азії 2019 року в ОАЕ. Протягом усього турніру залишався запасним гравцем, а його команда виграла усі матчі турніру із сукупним рахунком 19:1 і уперше в своїй історії стала чемпіоном Азії. 

## Досягнення

### Клубні
- Чемпіон Катару (2): 2016-17, 2017-18
- Володар Кубка Еміра Катару (3): 2016, 2018, 2022
- Володар Кубка наслідного принца Катару (1): 2018
- Володар Кубка шейха Яссіма (1): 2016

### Збірні
- Володар Кубка Азії (1): 2019